# والتر جايتان
والتر جايتان (13 مارس 1977 في الأرجنتين - ) (بالإسبانية: Walter Nicolás Gaitán Sayavedra)‏ هو لاعب كرة قدم أرجنتيني في مركز الوسط. لعب مع أتليتيكو رافائيلا وبوكا جونيورز وتايجرز أونال وروزاريو سنترال ونادي فياريال ونادي نيكاكسا وتيبورونيس روخوس دي فيراكروز وMonterrey Flash ‏ وOrange County SC ‏.

## وصلات خارجية
- والتر جايتان على موقع قاعدة بيانات كرة القدم.إي يو (الإنجليزية)
- والتر جايتان على موقع Soccerway.com (الإنجليزية)